# (100347) 1995 SE69
(100347) 1995 SE69 es un asteroide perteneciente al cinturón de asteroides, descubierto el 18 de septiembre de 1995 por el equipo del Spacewatch desde el Observatorio Nacional de Kitt Peak, Arizona, Estados Unidos.

## Designación y nombre
Designado provisionalmente como 1995 SE69.

## Características orbitales
1995 SE69 está situado a una distancia media del Sol de 2,355 ua, pudiendo alejarse hasta 2,672 ua y acercarse hasta 2,039 ua. Su excentricidad es 0,134 y la inclinación orbital 6,656 grados. Emplea 1320 días en completar una órbita alrededor del Sol.

## Características físicas
La magnitud absoluta de 1995 SE69 es 16,2.